# مزغنه
مزغنه (به عربی: مزغنة) یک شهرداری در الجزایر است که در استان مدیه واقع شده‌است.
 مزغنه  ۸٬۳۶۱ نفر جمعیت دارد.